# کامپیلیونه-فنیله
کامپیلیونه-فنیله (به ایتالیایی: Campiglione-Fenile) یک کومونه در ایتالیا است که در استان تورین واقع شده‌است.

## خصوصیات
کامپیلیونه-فنیله ۱۱٫۱ کیلومترمربع مساحت و ۱٬۳۸۵ نفر جمعیت دارد و ۳۶۵ متر بالاتر از سطح دریا واقع شده‌است.